# Estación de Montoro
Montoro es una estación ferroviaria situada en el municipio español de Montoro, en la provincia de Córdoba, comunidad autónoma de Andalucía. Las instalaciones cumplen funciones logísticas, si bien en la actualidad no disponen de servicios de pasajeros.

## Situación ferroviaria
Las instalaciones se encuentran situadas en el punto kilométrico 397,6 de la línea férrea de ancho ibérico Alcázar de San Juan-Cádiz, a 199 metros de altitud sobre el nivel del mar.

## Historia
La estación fue abierta al tráfico el 15 de septiembre de 1866 con la puesta en marcha del tramo Vilches-Córdoba de la línea que pretendía unir Manzanares con Córdoba. La obtención de la concesión de dicha línea por parte de la compañía MZA fue de gran importancia para ella dado que permitía su expansión hacia el sur tras lograr enlazar con Madrid los otros dos destinos que hacían honor a su nombre (Zaragoza y Alicante). En el momento de su inauguración la estación se encontraba situada a cierta distancia del casco histórico de Montoro. 
En 1941, tras la nacionalización de toda la red ferroviaria de ancho ibérico, las instalaciones pasaron a formar parte de la recién creada RENFE. Desde enero de 2005 Renfe Operadora explota la línea, mientras que Adif es la titular de las instalaciones ferroviarias.